# Archidendron brachycarpum
Archidendron brachycarpum är en ärtväxtart som beskrevs av Hermann August Theodor Harms. Archidendron brachycarpum ingår i släktet Archidendron och familjen ärtväxter. Inga underarter finns listade i Catalogue of Life.